# تشارلز ر. فوربس
تشارلز ر. فوربس (بالإنجليزية: Charles R. Forbes) هو سياسي أمريكي، ولد في 14 فبراير 1878 في اسكتلندا في المملكة المتحدة، وتوفي في 10 أبريل 1952 في واشنطن العاصمة في الولايات المتحدة. حزبياً، نشط في الحزب الجمهوري.